# سكوت كامبل (لاعب محترف لكرة القاعدة)
سكوت كامبل (بالإنجليزية: Scott Campbell)‏ هو لاعب محترف لكرة القاعدة ‏ نيوزيلندي، ولد في 25 سبتمبر 1984 في أوكلاند في نيوزيلندا.

## وصلات خارجية
- سكوت كامبل على موقع دوري كرة القاعدة الرئيسي (الإنجليزية)
- سكوت كامبل على موقعبيزبول رفرنس.كوم (الدوري الثانوي) (الإنجليزية)
- سكوت كامبل على موقع إي إس بي إن.كوم (أم.أل.بي) (الإنجليزية)
- سكوت كامبل على موقع مشجعي الرسوم البيانية (الإنجليزية)